# Micromus gradatus
Micromus gradatus är en insektsart som beskrevs av Navás 1912. Micromus gradatus ingår i släktet Micromus och familjen florsländor. Inga underarter finns listade i Catalogue of Life.